# Europese nawaga
De Europese nawaga of Namaga-kabeljauw (Eleginus nawaga of Eleginus navaga) is een straalvinnige vis uit de familie van kabeljauwen (Gadidae) en behoort tot de orde van kabeljauwachtigen (Gadiformes). De vis kan een lengte bereiken van 42 cm en maximaal 12 jaar oud worden.

## Leefomgeving
Eleginus nawaga komt voor in het kustgebied van de Witte Zee en de Karazee (zie kaartje). Deze kabeljauwsoort is aangepast aan een arctisch klimaat. De vis trekt vaak de grote riviermondingen in dit kustgebied binnen en kan dus in zowel zoet, zout als brak water leven. De diepteverspreiding is 0 tot 10 m onder het wateroppervlak.

## Relatie tot de mens
Eleginus nawaga is voor de beroepsvisserij van aanzienlijk belang.